# Cliobata guttipennis
Cliobata guttipennis är en tvåvingeart som först beskrevs av Christian Rudolph Wilhelm Wiedemann 1830.  Cliobata guttipennis ingår i släktet Cliobata och familjen skridflugor. Inga underarter finns listade i Catalogue of Life.